# La Porte du Der
La Porte du Der est une commune nouvelle française située dans le département de la Haute-Marne, en région Grand Est.
Elle a été créée le 1er janvier 2016 par un arrêté préfectoral du 29 décembre 2015 et regroupe les deux communes de Montier-en-Der et Robert-Magny qui deviennent des communes déléguées.
Son chef-lieu est fixé à Montier-en-Der.
La Fondation Lucy Lebon a son siège dans la commune.

## Géographie

### Localisation
La commune est à environ 24 km au sud-ouest de Saint-Dizier.

### Communes limitrophes
| Droyes   | Planrupt        | Frampas Voillecomte                 |
|          | La Porte-du-Der | Laneuville-à-Rémy Bailly-aux-Forges |
| Ceffonds | Thilleux        | Sommevoire Mertrud                  |

### Hydrographie
La commune est dans la région hydrographique « la Seine de sa source au confluent de l'Oise (exclu) » au sein du bassin Seine-Normandie. Elle est drainée par la Voire, le Ceffondet, la Heronne, le Fossé 01 de l'Étang de la Boulaye, le Haut Manson, divers bras de la Héronne, divers bras de la Voire, le cours d'eau 01 du Pont Coiliot, le cours d'eau 01 du Pont Paris, le cours d'eau 01 du Pont Urgin, le Fossé 01 de la Borde, le Fossé 01 de la commune de Ceffonds, le Fossé 01 de la Pièce du Buisson, le Fossé 01 de la Vallée des Hauts Prés, le Fossé 01 de l'Étang des Moines, le Fossé 01 des Grandes Plaines, le Fossé 01 des Trembles, le Fossé 01 du Bois de la Boulaye, le Fossé 01 du Bois de la Garenne, le Fossé 01 du Bois du Haut Bémont, le Fossé 01 du Cul de Sac, le Fossé 02 de la commune de Ceffonds, le Fossé 02 de la Grande Vallée, le Fossé 02 des Ajoux, le Fossé 03 de la Belle Faysse, le Fossé 03 du Bois de la Boulaye et divers autres petits cours d'eau,.
La Voire, d'une longueur de 56 km, prend sa source dans la commune de Dommartin-le-Franc et se jette  dans l'Aube à Molins-sur-Aube, après avoir traversé 21 communes. Les caractéristiques hydrologiques de la Voire sont données par la station hydrologique située sur la commune de Rives Dervoises. Le débit moyen mensuel est de 3,17 m3/s. Le débit moyen journalier maximum est de 29,8 m3/s, atteint lors de la crue du 16 juillet 2021. Le débit instantané maximal est quant à lui de 32,5 m3/s, atteint le même jour.
Le Ceffondet, d'une longueur de 29 km, prend sa source dans la commune de Beurville et se jette  dans la Barse sur la commune, après avoir traversé neuf communes.
La Héronne, d'une longueur de 24 km, prend sa source dans la commune de Laneuville-à-Rémy et se jette  dans la Voire à Rives Dervoises, après avoir traversé six communes.

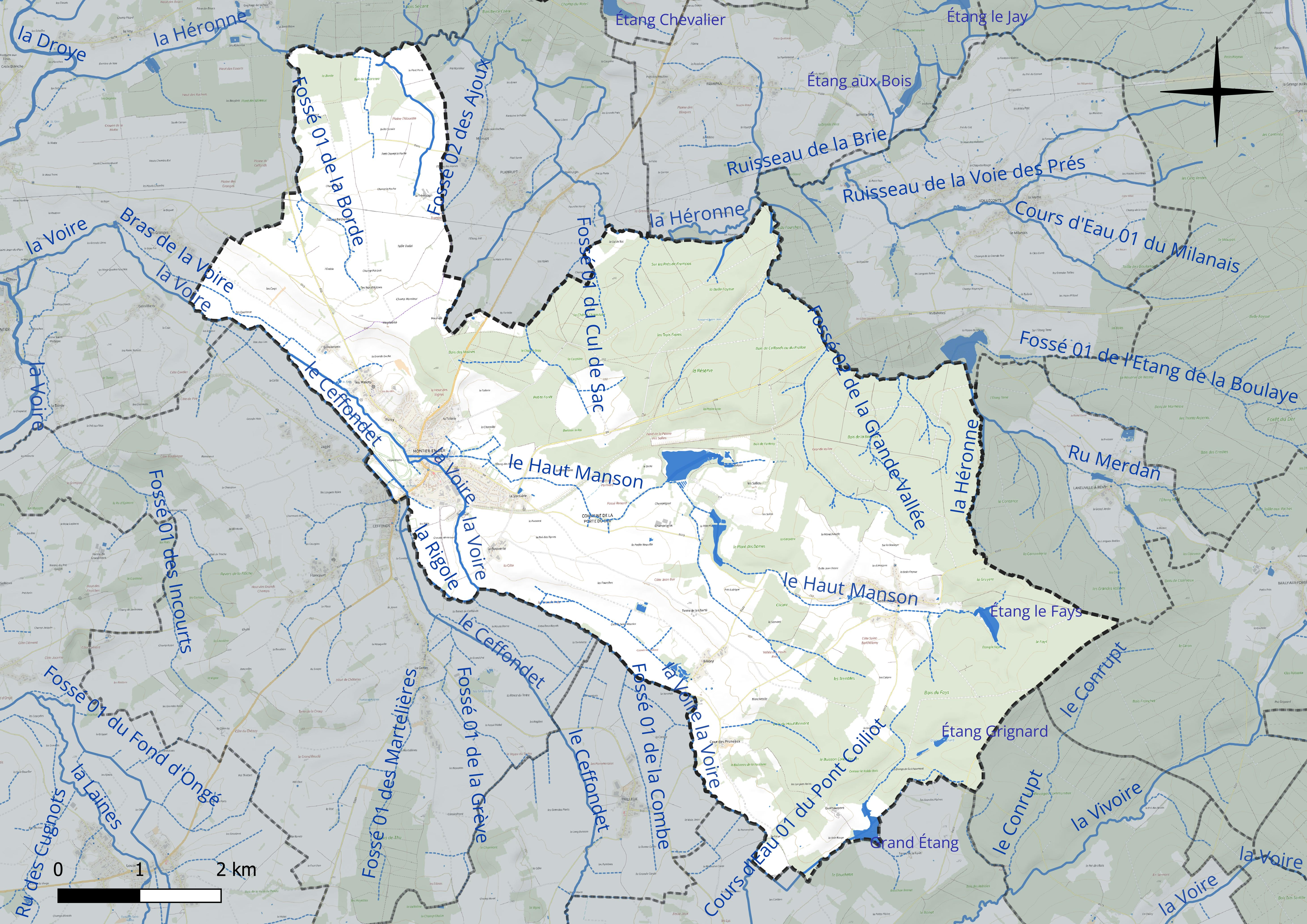
Réseau hydrographique de la Porte du Der.

Quatre plans d'eau complètent le réseau hydrographique : le Grand étang, d'une superficie totale de 6,3 ha (5,8 ha sur la commune), l'étang de Guichaumont (1,2 ha), l'étang Grignard (1,1 ha) et l'étang le Fays (4,8 ha),.

### Climat
Pour des articles plus généraux, voir Climat du Grand Est et Climat de la Haute-Marne.
En 2010, le climat de la commune est de type climat océanique dégradé des plaines du Centre et du Nord, selon une étude du Centre national de la recherche scientifique s'appuyant sur une série de données couvrant la période 1971-2000. En 2020, Météo-France publie une typologie des climats de la France métropolitaine dans laquelle la commune est exposée à un climat océanique altéré et est dans la région climatique Lorraine, plateau de Langres, Morvan, caractérisée par un hiver rude (1,5 °C), des vents modérés et des brouillards fréquents en automne et hiver.
Pour la période 1971-2000, la température annuelle moyenne est de 10,5 °C, avec une amplitude thermique annuelle de 16 °C. Le cumul annuel moyen de précipitations est de 832 mm, avec 12,6 jours de précipitations en janvier et 8,7 jours en juillet. Pour la période 1991-2020, la température moyenne annuelle observée sur la station météorologique de Météo-France la plus proche, « Soulaines », sur la commune de Soulaines-Dhuys à 12 km à vol d'oiseau, est de 11,2 °C et le cumul annuel moyen de précipitations est de 776,4 mm. 
La température maximale relevée sur cette station est de 41,9 °C, atteinte le 25 juillet 2019 ; la température minimale est de −19,1 °C, atteinte le 2 janvier 1997,,.
Les paramètres climatiques de la commune ont été estimés pour le milieu du siècle (2041-2070) selon différents scénarios d'émission de gaz à effet de serre à partir des nouvelles projections climatiques de référence DRIAS-2020. Ils sont consultables sur un site dédié publié par Météo-France en novembre 2022.

## Urbanisme

### Typologie
Au 1er janvier 2024, La Porte du Der est catégorisée bourg rural, selon la nouvelle grille communale de densité à sept niveaux définie par l'Insee en 2022.
Elle appartient à l'unité urbaine de La Porte du Der, une agglomération intra-départementale regroupant deux  communes, dont elle est ville-centre,,. Par ailleurs la commune fait partie de l'aire d'attraction de Saint-Dizier, dont elle est une commune de la couronne,. Cette aire, qui regroupe 72 communes, est catégorisée dans les aires de 50 000 à moins de 200 000 habitants,.

## Histoire
Il convient de se reporter aux articles consacrés aux anciennes communes fusionnées.

## Politique et administration

### Conseil municipal
Jusqu'aux prochaines élections municipales de 2020, le conseil municipal de la nouvelle commune est constitué de l'ensemble des conseillers municipaux des anciennes communes.
| Nom                    | Code Insee | Intercommunalité  | Superficie (km2) | Population (dernière pop. légale) | Densité (hab./km2) |
| ---------------------- | ---------- | ----------------- | ---------------- | --------------------------------- | ------------------ |
| Montier-en-Der (siège) | 52331      | CC du Pays du Der | 27,79            | 2 072 (2013)                      | 75                 |
| Robert-Magny           | 52427      | CC du Pays du Der | 19,44            | 286 (2013)                        | 15                 |

### Liste des maires
| Période | Période  | Identité           | Étiquette | Qualité                                              |
| ------- | -------- | ------------------ | --------- | ---------------------------------------------------- |
| 1995    | En cours | Jean-Jacques Bayer | DVD       | Trésorier principal Conseiller régional du Grand Est |

Jusqu'aux prochaines élections municipales de 2020, le conseil municipal de la nouvelle commune est constitué de l'ensemble des conseillers municipaux des anciennes communes. Un nouveau maire est élu début 2016. Les anciens maires sont devenus maires délégués de chacune des anciennes communes.

## Population et société

### Démographie
L'évolution du nombre d'habitants est connue à travers les recensements de la population effectués dans la commune depuis sa création.

En 2022, la commune comptait 2 112 habitants, en évolution de −7,57 % par rapport à 2016 (Haute-Marne : −4,62 %, France hors Mayotte : +2,11 %).
| 2014  | 2015  | 2016  | 2021  | 2022  |
| ----- | ----- | ----- | ----- | ----- |
| 2 335 | 2 311 | 2 285 | 2 169 | 2 112 |

## Économie
Il convient de se reporter aux articles consacrés aux anciennes communes fusionnées.

## Culture locale et patrimoine

### Lieux et monuments
Il convient de se reporter aux articles consacrés aux anciennes communes fusionnées.

### Personnalités liées à la commune
Il convient de se reporter aux articles consacrés aux anciennes communes fusionnées.

### Héraldique
| Blason à dessiner | Le blason de la nouvelle commune reprend celui de Montier-en-Der : d’azur à la fleur de lys d’or, accompagnée de trois faucilles d’argent emmanchées aussi d’or. |